# Phanoxyla chinensis
Phanoxyla chinensis är en fjärilsart som beskrevs av Clayton Dissinger Mell 1922. Phanoxyla chinensis ingår i släktet Phanoxyla och familjen svärmare. Inga underarter finns listade i Catalogue of Life.